# Palomar 6
Palomar 6 est un amas globulaire situé dans la constellation d'Ophiuchus qui appartient à la Voie lactée. Il fait partie des amas globulaires de Palomar (en). Il est situé à environ 25 000 années-lumière (7 700 parsecs) du Soleil. Il s'est formé dans ce qui allait devenir le bulbe galactique de la Voie Lactée. Il est similaire à d'autres amas globulaires du bulbe ancien tels que M62, NGC 6522, NGC 6558 et Haute-Provence 1.
Découvert pour la première fois sur les plaques du Palomar Observatory Sky Survey par Robert G. Harrington et Fritz Zwicky, il a été catalogué comme un amas globulaire et est l'un des quatre globulaires connus pour contenir une nébuleuse planétaire.